# Вотердип

Вид на Вотердип с высоты птичьего полёта

Вотердип(англ. Waterdeep, в другом переводе «Глубоководье») — город-государство в вымышленной вселенной Forgotten Realms, расположенный на Побережье Мечей континента Фейрун. Вотердип, прозванный также «Сияющий Город» — один из самых крупных и влиятельных городов всех Забытых Королевств. Город анонимно управляется Лордами в Масках.
Вотердип — излюбленное место приключений в литературе по Forgotten Realms, настольных модулях и компьютерных играх. Одноимённый роман Троя Деннинга из цикла «Аватары» (на русском издан как «Глубоководье») написан в 1989 году.

## География и демография
Город — место торговли между богатым рудой и минералами севером, королевствами Амн и Калимшан на юге, побережьем внутреннего Моря Падающих Звёзд на востоке и морскими островами на западе. Все дороги в Вотердип тщательно вымощены и патрулируются городской стражей. Вотердип — преимущественно человеческий город, но имеет значительные диаспоры других рас, приезжающих сюда на заработки. Благодаря этому, в городе терпимо относятся к представителям почти всех рас и вероисповеданий. Численность жителей составляет около 130 000, но с учётом подконтрольной Вотердипу территории, это число может возрасти до одного миллиона.
Вотердип назван так, поскольку стоит на очень глубокой естественной гавани, удобной для кораблей. Город расположен к северу от залива, по склонам Горы Вотердип. В древности эта гора, пронизанная туннелями и пещерами, была цитаделью гномов. Сейчас же все эти подземелья заброшены и заселены монстрами. В катакомбах непосредственно под Вотердипом находится второй город, Скуллпорт. Это город контрабандистов, населённый самыми разнообразными расами, в том числе и злыми расами Подземья, такими как дроу и наблюдатели.

## История и управление
Первое упоминание о Вотердипе, как о месте, относится к 900 году. Непосредственно город был основан в 1023 году Агероном, который стал первым Лордом Вотердипа. От этой даты некоторые государства Севера ведут свой календарь. Город быстро вырос, и в нём началась борьба за власть между гильдиями. В 1248 году произошёл открытый конфликт между ними, известный как Войны Гильдий. Только к 1273 году установилась постоянная система власти из Лордов в Масках.
Вотердип управляется советом, имена членов которого держатся в строгом секрете. Лорды Вотердипа скрывают свои лица за волшебными масками, и если им приходится появляться на публике, никто не может установить их личностей. Догадки о Лордах — почва для слухов и сплетен среди знати, многие воспринимают эту таинственность как игру. Сами Лорды с удовольствием играют в неё, распуская ложные слухи. Известно лишь, что Пиргирон Паладинсон, начальник Стражи Вотердипа и владелец золотого дворца в центре города — один из Лордов, единственный Лорд без Маски.
Лорды появляются на публике только на Суде Лордов, выслушивая дела об убийствах, измене и злоупотреблениях магией. На слушаниях присутствует от четырёх до девяти Лордов под председательством Пиргейрона, который говорит за них всех. Остальные лорды скрываются под масками, чёрными плащами и капюшонами.
Архмаг Хелбен «Чёрный Посох» ́Арунсан, бывший лидер тайной организации Арфистов, был одним из самых влиятельных Лордов. Имена остальных неизвестны, хотя ходили слухе о связи с советом купца Лирта, куртизанки Лариссы и паладина Текстера. То, что Хелбен был членом Лордов, стало известно лишь после его отставки. В серии романов Элейн Каннингем «Песни и Мечи» молодой арфист Данила Танн занимает его место.

## Структура города

### Южный Район
Южный район, это как раз то место, куда попадают путешественники прибывшие в город через Южные или Речные Ворота (Southern or River Gate). Так как с юга прибывает огромное количество караванов, этот район с большим количеством конюшен, кузниц и складов часто называют Городом Караванов. Многие простолюдины и бедняки проживают в южном районе, хотя активная торговля позволила местным купцам разбогатеть. Южный район довольно пыльный и грязный, но местные жители очень гостеприимны и трудолюбивы. Наличие стражи как городской, так и нанятой частным образом придаёт району и деловой активности, которая здесь протекает ощущение безопасности.
Южный Район один из самых маленьких в Вотердипе, и являясь районом простолюдинов и торговцев, он меньше всего связан со внутренней политикой города. Главные улицы района — Путь Дракона (The Way of Dragon) и Высокая Дорога (High Road). Путь Дракона определяет южную и западную границу района, а Стена Тролля — восточную.
Южный Район состоит в основном из высоких (3-4 этажных) каменных и кирпичных домов и деревянных складов. Практически все дома имеют магазины на первом этаже. Деревьев и даже кустарников в Южном Районе практически нет, так как они мешают движению караванов, а пыли и грязи в районе достаточно, хотя дома и пешеходные улицы регулярно чистят. Запахи также доминируют над бризом.
Несмотря на то, что это в основном торговый район, здесь есть несколько мест, которые стоит посетить. Большинство из них используют в качестве ориентиров, так как их легко различить в извилистых улицах этого района.

### Торговый Район
Торговый район ничем не выделяется от районов его окружающих, можно сказать, что он теряется внутри города. Но в области коммерции в этом районе задействована каждая постройка и почти каждый человек. Огромное количество купцов и зажиточных горожан обитают в этом районе.
Это самый деловой район Вотердипа — активность не прекращается ни днём ни ночью, что требует чрезмерного освещения. Поэтому Гильдия Фонарщиков обслуживает этот район тройной сменой. Многие купцы говорят, что Торговый Район прекрасен ночью, когда его улицы наполнены звёздами Воукин. Городские патрули ещё более многочисленны в торговом районе, чем фонарщики. Мелкие уличные потасовки довольно часты в торговом районе, на наиболее серьёзные правонарушения: воровство и вандализм. Патрулям даже чаще приходится защищать воров, от разозлившихся купцов, нежели предотвращать грабежи.
Восточной границей района являются стены Города Мёртвых, на севере граница проходит по Высокой Дороге. Южная граница упирается в северную границу Южного района.
Архитектура торгового района ничем не отличается от архитектуры окружающих его районов. В разных его частях можно увидеть стройные ряды каменных и деревянных домов, особняки, превращённые в рестораны и хранилища и высокие четырёхэтажные кирпичные строения. Улицы выложены булыжниками или брёвнами. Движение по ним настолько активное, что уборка производиться только ночью, хотя мусор и не является проблемой, так как то, что выбрасывается одним сразу же подбирается другим (и тут же идёт на продажу).

### Северный район
Здесь живут богатые горожане, зажиточные купцы и мелкая знать. В отличие от торговых кварталов, Северный район очень тихое и спокойное место. Застроенный в основном виллами, каменными и деревянными домами, этот район может показаться скучным. На самом деле он охвачен интригами и заговорами, скрытыми за фасадами домов.
Городские патрульные полностью контролируют район, и единственные неприятности с которыми им часто приходится сталкиваться это пьяные дебоши молодых аристократов. Так, что этот район настолько безопасен, насколько может быть безопасен город таких размеров.
Наиболее заметная особенность северного района — отсутствие длинных рядов домов, которые занимают доминирующее положение во всех остальных районах. Наиболее низкие постройки здесь — двухэтажные коттеджи богато декорированные деревом и сланцем. Дома со шпилями и башенками, изящные ограждения, дорогая отделка фасадов — всё это обычная архитектура для Северного района. Виллы аристократов и грандиозные купеческие дома имеют сады с замысловатыми украшениями.
Во многих отношениях этот район производит впечатление более роскошного, нежели соседний Морской Район. На что соседи говорят, что они не считают необходимым показывать своё богатство и положение в обществе таким безвкусным и нетактичным образом.
Практически все улицы и аллеи Северного района мощёные и постоянно подметаются.

### Морской район
Самый богатый район Вотердипа, место сосредоточения благородных домов. Морской район практически пустует зимой, в сезон яростных штормов, и многие аристократы и богатые купцы проживают здесь только летом.
Вдоль Улицы Поющий Дельфин (Street of the Singing Dolphin), которая является главной улицей района, расположены самые великолепные постройки города — роскошные виллы аристократов и таинственные башни магов. В Морском Районе также находится большое количество храмов и Сад Героев (Heroes Garden) — единственный общественный парк, помимо Города Мёртвых. Действительно важные люди, а также те, что обладают большим самомнением предпочитают строить дома в Морском Районе.
Народ поскромнее, и тот, что имеет отношение к ежедневной политике города, предпочитает селиться в Районе Замка (Castle Ward). Как и Северный Район, Морской постоянно патрулируется.
Границы района проходят по улицам Джултон и Щилд (Julthoon and Shield Streets).
Дворец Пиргирона (Piergeiron Palace) единственная постройка, расположенная в другом районе способная поспорить по красоте и величию с домами Морского Района. В то время как дома Северного Района стремятся к претенциозности, в постройках Морского ощущается величественность и солидность. Разнообразие и мельчайшие детали в архитектуре этого района просто потрясают: от говорящих вывесок, которые подмигивают прохожим, до трёх позолоченных башен, кажущихся сплетёнными.
Большинство дорог мощённые и лишь небольшое число бревенчатые.
Широкие прямые улицы устраняют необходимость в каких-либо ориентирах. В Морском районе нет гильдий, но есть шесть храмовых комплекса и многочисленные предприятия по обслуживанию паломников. Хотя жрецы Вотердипа и не обладают такой властью как купцы, многие из уважаемых религий имеют крупнейшие храмы в Вотердипе. Искателей приключений в Морском районе немного, хотя у северной границы города есть пара мест, которые будут больше интересны страже и искателям приключений, нежели аристократам.

### Район Замка
Центральный район Вотердипа, как географический, так и административный. Здесь расположено большинство представительств власти — от дворца Пиргирона до кузницы, обслуживающей городскую стражу. В то время как деньги и социальное положение являются важными показателями в Вотердипе, настоящая власть сосредоточена в руках Лордов и Магистров. Район Замка, это как раз то место, где привычная торговля соседствует с представителями власти.
По понятным причинам этот район всегда отлично патрулируется, а в местах особой важности сосредоточены дополнительные силы. Стража, как и патруль следит за порядком в районе.
Нельзя выявить какую-то определённую архитектуру этого района. Здесь огромное количество разнообразных построек: храмов, башен магов, особняков и жилых домов, все из которых представляют собой впечатляющие каменные сооружения. Главенствуют среди них Дворец Пиргирона и Замок Вотердип. Люди, жаждущие власти, но не имеющие больших денег обычно селятся в отдельных или трёх-четырёхэтажных домах к северу от Вотердип Вэй (Waterdeep Way). Южная часть района состоит в основном из бараков и складов. Единственное отличие этой части района от Портового Района — усиленные патрули. В районе отличные дороги, и несмотря на активное движение, чтобы пройти от Полей Триумфа до Замка Вотердип понадобиться столько же времени, сколько нужно, чтобы пройти треть портового района.
Главной достопримечательностью этого района является конечно же Гора Вотердип — одинокая вершина возвышающаяся над городом, защищая его от яростных морских штормов. Недра горы полны пещер и тоннелей, чьи тайны невообразимы для обычного человека и невероятно опасны даже для самого умелого стражника. Считается, что по этой причине городская стража имеет подразделение на горе, чтобы отгонять от неё любопытных горожан и защищать город от того, что может появиться из горы.
Замок Вотердип, Горная Башня (Mountain Tower) и Вершинное Гнездо (Peaktop Eyrie) являются первой и последней линией обороны города. В этих строениях, а также в самой горе находятся оружейные и зернохранилища. Пещеры и подземные проходы соединяют Замок Вотредип с Вершинным Гнездом (основным местом взлёта и посадки грифонов). Распространены также слухи, что существуют тоннели соединяющие Дворец Пиргирона с подгорьем и неким подземным городом.

### Портовый Район
Порты, по своей природе, являются местами шумными, грязными и переполненными. Порт Вотердипа как раз попадает под это описание, хотя его дурная слава слегка приукрашена рассказами на севере и юге Побережья Мечей. Очень хорошо про доки написал один известный маг — «Необузданная, полустационарная бесконечная потасовка, занимающая целый район и прерывающаяся лишь в некоторых зданиях, магазинах и благодаря стараниям смелых стражников (которым удаётся сдержать хаос в пределах района). Несмотря на это, Портовый район — замечательное, увлекательное место провести вечер.»
Городская стража держит этот район неком подобии порядка, путешествуя хорошо вооружёнными группами по восемь человек днём и по двенадцать вечером. Большинство улиц и аллей земляные и полны грязи.
Несмотря на то, что это самый древний район Вотердипа, здесь большинство строений деревянные, построенные друг на друге. И хотя люди жили и трудились здесь за 1000 лет до правления Агхаирона, редкое строение стоит более 30 лет. Единственные постоянные постройки это сами доки, гавань и башни на острове Дипвоч (Deepwatch Isle). Новые мощёные дороги вдоль доков, значительно улучшили как связь с основными улицами города, так и постройки вдоль них.

### Городская канализация
Большая часть верхней канализация используется и находится в хорошем состоянии благодаря усилиям Гильдии Водопроводчиков. Старые более узкие тоннели замурованы и сейчас не используются, по крайней мере по прямому назначению. Сами тоннели не имеют названий, и все направления даются относительно люков (например войти в канализацию на Коач Стрит). Существует два типа тоннелей главные и дополнительные, все они созданы для существ среднего размера. Главные тоннели 20 футов в ширину, и имеют 3−4-футовые дорожки по обеим сторонам канала. Рабочие обычно пересекают канал при помощи специальных шестов, или досок, используемых как временные мосты. Дополнительные проходы 12 футов в ширину и имеют лишь одну дорожку 3 фута шириной. Существуют также многочисленные мелкие проходы, куда могут проползти существа среднего размера.

### Городская гавань
Естественная глубоководная гавань, дающая городу название, и являющаяся причиной его процветания, полное активности место. Её холодные воды содержатся в чистоте благодаря упорной работе Гильдии Моряков и мерменам.
Под поверхностью гавани обитает совершенно другое население Вотердипа — колония мерменов и русалок, а также недавно прибывших морских эльфов. Мермены живут небольшим сообществом (60 хорошо вооружённых мужчин) в хорошо охраняемых пещерах под островом Дипвотер. Они считаются частью городской стражи, хотя всё их вооружение и экипировка их собственная. У колонии налажена связь с более крупными поселениями у Нелантерских островов при помощи дельфинов. Лорды Вотердипа хорошо платят мерменам золотом, лекарствами и продуктами за защиту гавани и кораблей от опасностей из глубины, а также за их помощь в поднятии грузов с затонувших кораблей. Стража общается с колонией при помощи магии, а некоторые офицеры стражи лично заплывают в колонию, используя магию, позволяющую дышать под водой. Вотердипская канализация выходит в гавань, ещё одной обязанностью мерменов является патрулирование этих мест, очистка возникающих засоров и вывод отбросов в открытый океан.
Дно гавани каменистое, покрытое грязью, особенно в южной части, но лишённое мусора и растительности. Рядом с островом Дипвоч, на плоском чашеобразном дне находиться глубокая впадина, известная как Ниша Умберли (Umberlee Cache). На краю этой впадины расположен подводный маяк с магическим светом, используемый для координации патрулей.

### Город Мёртвых
Это окружённое стеной образование по своим размерам почти является районом. Городское кладбище хорошо охраняется контингентом стражи и рабочими гильдии Фонарщиков, которые зажигают фонари вокруг и внутри склепов. Днём кладбище является красивым, полным зелени парком, а ночью оно закрыто для посещения (хотя это и не останавливает некоторых личностей).
Когда то, это место было обычным городским кладбищем, где людей хоронили в отдельных могилах. Но в 218NR места не стало хватать, и Агерон и другие маги Вотердипа, в особенности специалист по вратам и телепортации Анакастер (Anacaster) создали первые магические склепы, позволявшие хоронить неограниченное число существ в других незанятых пространствах. Через два года, после многочисленных побегов нежити стены были укреплены, а сами склепы стали хорошо защищёнными. А Лорды запретили находиться в Городе Мёртвых в тёмное время суток.

## Жизнь и общество
Учитывая размер Вотердипа, наличие целого социального класса богатых купцов и аристократии, многие в Королевствах полагают, что общество Вотердипа жёстко разделено на социальные классы, со своими законами, принадлежность к которым передаётся по наследству. На самом же деле иерархия по доходу или по знатности рода в Вотердипе практически изжила себя.
Социальное положение и класс в Вотердипе имеют меньше значения, чем в любом другом месте Королевств. Вотердип не терпит предрассудков, которые приносят чужаки, будь-то расовые или социальные. Сама природа города, сделала его терпимым к различным традициям, обычаям и религиям. Например, паладин родом из Вотердипа, может принять того, кто отвергает жёсткую власть в городе, но также несёт добро. Маг благородного происхождения, может считать себя выше дворника, но он никогда не станет показывать своё превосходство, кроме разве что некого упрощения речи.
Жители Вотердипа очень вежливы, разговорчивы и открыты, но не ждут подобных качеств от чужаков. К примеру, вотердипские купцы сразу же замечают как их клиенты говорят и как с ними следует разговаривать, и это позволяет им совершать сделки быстро и приятными для обеих сторон. Вотердипцы удивительно терпеливы. «Я не нахожу это забавным» — обычная фраза, которую говорят вотердипцы чужакам перед тем как разозлиться. Большинство вотердипцев также сложно испугать. Шатающийся пьяный воин, который им угрожает будет восприниматься горожанами спокойно или даже с насмешкой. Драчливый хвастун в вотердипской таверне, такой же званый гость, как и торговец канатами, на собрании Гильдии Изготовителей Канатов. Единственные воины, которые всегда на улицах города и влияют на жизнь горожан, носят цвета стражи и патруля.
Представителей практически всех рас можно увидеть в Вотердипе. Страх и враждебную реакцию у типичного горожанина могут вызвать разве что дроу, иллитиды, обитатели нижних планов, ну и конечно монстры, такие как бехолдеры или злые драконы.
Вотердипцы не обсуждают погоду, если этого не требует профессия, предпочитая болтать о коммерции или (что менее популярно) о войнах в Королевствах. Мелкие стычки на Юге, постоянная война в Тетире и традиционные разногласия между Ласканом и Руасимом — вот излюбленные темы жителей Вотердипа.

## Упоминания в литературе
- Город Вотердип является местом действия серии романов «Песни и Мечи» писателя Элейн Каннингем.[4][5][6]
- Waterdeep and the North
- City System
- Гринвуд, Эд. Waterdeep (неопр.). — TSR Inc, 1989. — ISBN 0880387572.
- Гринвуд, Эд. Volo's Guide to Waterdeep (неопр.). — TSR Inc, 1993. — ISBN 1560763353.
- Эд Гринвуд; Schend, Steven E. City of Splendors (boxed set) (неопр.). — TSR Inc, 1994. — ISBN 1560768681.
- Boyd, Эрик Л. City of Splendors: Waterdeep (неопр.). — Wizards of the Coast, 2005. — ISBN 0786936932.
- «Welcome to Waterdeep», Dragon #128.
- Скотт Чинчин — Долина Теней (Shadowdale), 1989 [Долина Теней, 2004]
- Скотт Чинчин — Тантрас (Tantras), 1989 [Тантрас, 2004]
- Трой Деннинг — Вотердип (Waterdeep), 1989 [Глубоководье, 2004]
- Джеймс Лаудер — Принц Лжи (Prince of Lies), 1993 [Принц лжи, 2004]
- Трой Деннинг — Испытание: Суд над Кайриком Безумным (Crucible: The Trial of Cyric the Mad), 1998 [Безумный бог, 2006]
- Каннингем, Элейн. Эльфийская тень = Elfshadow. — Максима, 2005. — 384 с. — (Забытые Королевства). — 7000 экз. — ISBN 5-94955-071-4.
- Каннингем, Элейн. Эльфийская песнь = Elfsong. — Максима, 2005. — 384 с. — (Забытые Королевства). — 7000 экз. — ISBN 5-94955-073-0.
- Каннингем, Элейн. Эльфийская тень = Silver Shadows. — Максима, 2006. — 384 с. — (Забытые Королевства). — 5000 экз. — ISBN 5-94955-089-7.